# Ao-nyōbō

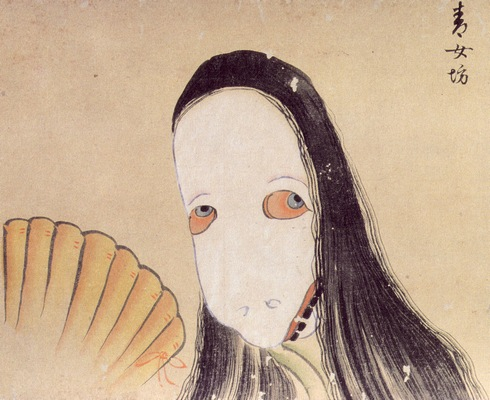
Aonyoubou, fantasma femenino que acecha en un palacio imperial abandonado, Hyakki Yagyō Emaki, 1832.

Ao-nyōbō (青 女 房) (también llamado Aonyōbō y Ao nyōbō) es un Yōkai en la mitología japonesa. La traducción literal sería Mujer azul o Dama azul.

## Mitología
El Aonyōbō es un espíritu de pobreza y desgracia similar a un ogro de piel azul que toma la apariencia de una antigua mujer de la corte. Cubierta de muchos kimonos de épocas más antiguas, ahora desgarradas y apolilladas por polillas, lleva la cara blanca de cortesanos antiguos que tienen cejas pintadas muy altas y dientes negros.
La leyenda dice que son mujeres de la corte que sirven a familias nobles hasta que se casan con un pretendiente digno.
Los Aonyōbō habitan en casas abandonadas, antes ocupadas por nobles caídos y familias arruinadas, donde constantemente se maquillan, arreglan su cabello y ajustan su imagen para la llegada de posibles invitados que nunca se presentan como un amante que perdió su interés o un marido que abandonó a su esposa. Si llega algún intruso, el Aonyōbō los devorará y esperará en vano hasta que aparezca la siguiente persona.

## Descripción
En las mansiones vacías y abandonadas de años pasados, a veces hay más que telarañas y cucarachas viviendo en las sombras. A menudo, los yokai grandes y peligrosos se establecen en estas mansiones, anhelando un retorno a la riqueza y la gracia. Uno de ellos es el ao nyōbō, un espíritu ogro de pobreza y desdicha. Ella toma la apariencia de una antigua nobleza de la corte. Su cuerpo está envuelto en los elaborados kimonos de múltiples capas de épocas anteriores, aunque ahora están andrajosos y apolillados. Lleva el rostro blanco de cortesanos antiguos, con cejas pintadas y dientes ennegrecidos. Su cuerpo está envejecido y arrugado por años de espera en viejas ruinas, y su belleza la ha dejado por mucho tiempo.
Ao-nyōbō habitan las casas vacías y abandonadas de familias arruinadas y nobles caídos. Esperan en la casa, se maquillan constantemente, se arreglan el cabello y ajustan su imagen para anticipar la llegada de algún huésped que nunca se presenta, tal vez un amante que ha perdido interés o un esposo que ha abandonado a su esposa. En caso de que algún intruso visite una casa habitada por un ao nyōbō, ella los devora y luego vuelve a esperar en vano.
Nyōbō eran las damas de la corte del viejo Japón, el punto de la juventud, la belleza, la educación y el refinamiento. Sirvieron en los palacios de las familias de alto rango hasta que ellos mismos se casaron con un pretendiente digno. Después de casarse, pasaron sus días en sus propias residencias privadas, esperando pacientemente a que sus esposos regresaran a casa todas las noches, o que aparecieran amantes secretos durante el día. Ao, el color azul no se refiere al color de la piel del aonyōbō, sino que en realidad implica inmadurez o inexperiencia (tal como el verde implica lo mismo en inglés). El nombre de Ao nyōbō se refiere a las mujeres de bajo rango de la antigua corte imperial que, sin importar cuánto trabajaron, no parecían atrapar a un marido o elevarse para escapar de la pobreza (las «hermanastras feas» del antiguo Japón). Originalmente utilizado un término insultante para las damas de la corte sin éxito, es un término adecuado para este yokai en particular.

## Cultura popular
En Shuriken Sentai Ninninger, el villano Ariake no Kata está basado en el Aonyōbō. En Power Rangers Ninja Steel, está adaptada como «Badonna».